# Idiòfon
Els idiòfons són, segons la classificació de Sachs-Hornbostel, instruments que produeixen el so a través de la vibració del seu propi cos. No hi ha una diferència específica entre la part que genera el so i la caixa de ressonància. Habitualment, tant aquests com els membranòfons es consideren instruments de percussió i els toquen els percussionistes encara que no tots siguin realment percudits.
La principal forma de classificació d'aquests instruments és segons l'acció que es fa per fer-los sonar i la seva capacitat o no d'emetre notes musicals (so determinat o indeterminat):
- Instruments directament percudits colpejats, gairebé sempre amb una o més baquetes:
  - So indeterminat: cortina, triangle, plats xinesos, caixa xinesa, gong, etc.
  - So determinat: marimba, xilòfon, metal·lòfon, celesta, vibràfon, litòfon, campanes, carilló
- Instruments directament percudits entrexocats, que consisteixen en dues parts o meitats, simètriques o iguals que piquen entre elles:
  - So indeterminat: castanyoles, claus, plats, etc.
- Instruments fregats:
  - So determinat: harmònica de vidre.
- Instruments indirectament percudits raspats:
  - So indeterminat: güiro, xerrac.
- Instruments indirectament percudits sacsejats:
  - So indeterminat: sonall, sistre, pandereta, maraques, cascavells, pal de pluja, etc.
- Instruments pinçats:
  - So determinat: capsa de música o la mbira, o sansa.
  - So indeterminat: arpa de boca

Existeixen alguns instruments que són mixtos, idiòfons i membranòfons a la vegada, com la pandereta.
Els instruments aeròfons de llengüeta lliure són considerats per alguns com a idiòfons en tant que allò que hi vibra (en bufar o insuflar-hi aire) és la llengüeta, sovint metàl·lica o de canya.